# 藤山翔大
藤山 翔大（ふじやま しょうた、1991年2月5日 - ）は、大阪府出身の競艇選手。登録番号4561。身長169cm。血液型O型。104期。大阪支部所属。兄の藤山雅弘（登録番号4578）、再従兄弟の吉永浩則（登録番号4047）、吉永則雄（登録番号4099）も同じ競艇選手。同期に岡村慶太、浜田亜理沙、竹井奈美らがいる。

## 来歴
- やまと競艇学校時代、リーグ戦勝率6.32（準優出5・優出3、第8戦優勝）の成績を残して、卒業記念競走に優出（6着）した。
- 2009年5月4日、住之江競艇場でデビュー（5着）。
- 2009年8月15日、住之江競艇場での「大阪ダービー 第26回摂河泉競走」初日1Rで初勝利（30走目）。
- 2010年9月28日、芦屋競艇場での「第2回ヤクルトカップ」で初優出（6着）[1]。
- 2020年2月11日、常滑競艇場での「日刊スポーツ創刊70周年記念競走～夢の初優勝戦～」で初優勝[2]。
- 2021年10月2日、宮島競艇場での「第4回東京スポーツグループ杯」で出走レース全1着のパーフェクト優勝を達成。同年は最終的に優勝7回、年間122勝を挙げた[2][3]。

## 人物・レーススタイル
- レースではモーターを伸び型に仕上げて臨むが、同じく伸び型重視でもモーターのチルト角度を変える菅章哉とは異なり、チルト角度は変えずにプロペラの調整だけで伸びを引き出している[2][3]。そのプロペラ調整の特殊性ゆえ、「（開催節の）初日や2日目は（プロペラ）調整が追いつかない」とも話す[3]。得意な戦法は「2コースからのまくり」[2]。
- 初優出から初優勝まで10年かかったことについては、「この間は仕事を楽しいと思っていなかった。プロペラの調整をやるようになって結果が出始めて、そこから仕事が楽しくなった」という[2]。
- 尊敬する選手には西島義則・今村暢孝・田頭実を挙げる[2]。イン屋の西島・今村やスタート一撃タイプの田頭と藤山は全く戦法が違うものの、「勝ちにこだわる姿勢は見習いたい」という[2]。